# Ауссерфернська залізниця
Ауссерфернська залізниця (нім. Außerfernbahn) — транскордонна залізнична лінія в німецькій землі Баварія та австрійській землі Тіроль. Залізниця починається з Кемптену в Німеччині і перетинає кордон з Австрією невдовзі після проходження через Пфронтен. Колія перетинає гірський район Ауссерферн поблизу Ройтте, потім повертається назад в Німеччину і завершується у Гарміш-Партенкірхені.
Лінія забезпечує єдиний залізничний шлях у Ройтте і Ауссерферн, тобто будь-яка подорож з Ауссерферну до іншої частини Австрії або у зворотному напрямку проходить через німецьку територію. Лінія з'єднується з Міттенвальдською залізницею (яка дозволяє доїхати до столиці Тіроля — Інсбрука) і залізницею Мюнхен–Гарміш-Партенкірхен у Гарміш-Партенкірхені, а у Кепмтені вона з'єднується з баварською залізницею Альгой і залізницею долини Іллер.
Лінія була побудована в кілька етапів між 1895 і 1913 роками. Хоча австрійська дистанція лінії утримується Австрійськими Федеральним залізницями (ÖBB), всі поїзди управляються Deutsche Bahn (DB).

## Історія
Перші плани щодо залізничної магістралі (Fernbahn) з Кемптену через перевал Ферн до Інсбрука з'явилися у другій половині 19 століття. 1 грудня 1895 року була відкрита перша секція з Кемптену до Пфронтен-Рід, а 1905 році вона була подовжена до Шенбіхля (Schönbichl). З Шенбіхля існувала бокове локальне відгалуження до Ройтте. Обговорювалися три варіанти подальшого продовження залізниці: Ройте–Ервальд–Гайсталь–Лойташ, Ройте–Фернпас–Імст (Fernbahn) або Ройте–Ервальд–Гарміш. Оскільки Гарміш вже мав з'єднання з Мюнхеном на прямій лінії з Мюнхена в Інсбрук, обраний був розвиток регіону Ауссерферн. Міттенвальдська залізниця від Гарміша до Інсбрука була відкрита 1912 року, а лінія Гарміш–Ройте — 29 травня 1913 року. Обидві колії були електрифіковані з самого початку.
Не раз обговорювалося питання про будівництво лінії через гірський перевал Ферн або до розв'язки з лінією на Фюссен, яка проходить всього в чотирьох кілометрах, але ці плани не були реалізовані.
У різний час обговорювали також закриття лінії, останній раз у 2001 році, коли контактна мережа була в поганому стані. У 2003 році DB Regio отримало завдання здійснювати пасажирські перевезення через Тіроль. Контактну мережу демонтували і рух здійснюється дизельними потягами. Пізніше контактну мережу було відновлено. Сьогодні на лінії здійснюється щогодинний рух багатовагонними потягами на електричній тязі.

## Діяльність

### Маршрут

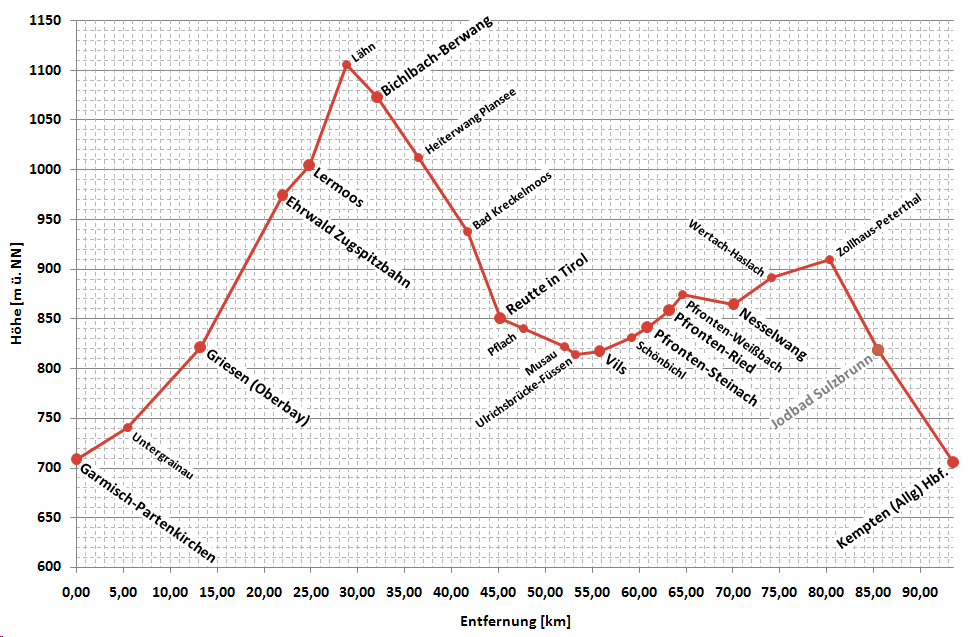
Спрощений профіль висоти лінії

Залізниця починається в Кемптені, в Альпійському передгір'ї, і перетинає кордон з Австрією між Пфронтеном і Шенбіхлем. Вона продовжується через Ройтте і навколишні райони Ауссерферна до перетину назад в Німеччину між Ервальдом  і Грісеном. Найдовший тунель — 512 — метровий  тунель Катценберг, який також називають тунель Клаузен (на честь Еренбергер Клаузе) або тунель Кессельванг, розташований між Ройтте і Гайтервангом. Максимальний похил становить 37,5‰ або 3,75%.

### Трафік

#### Потяги

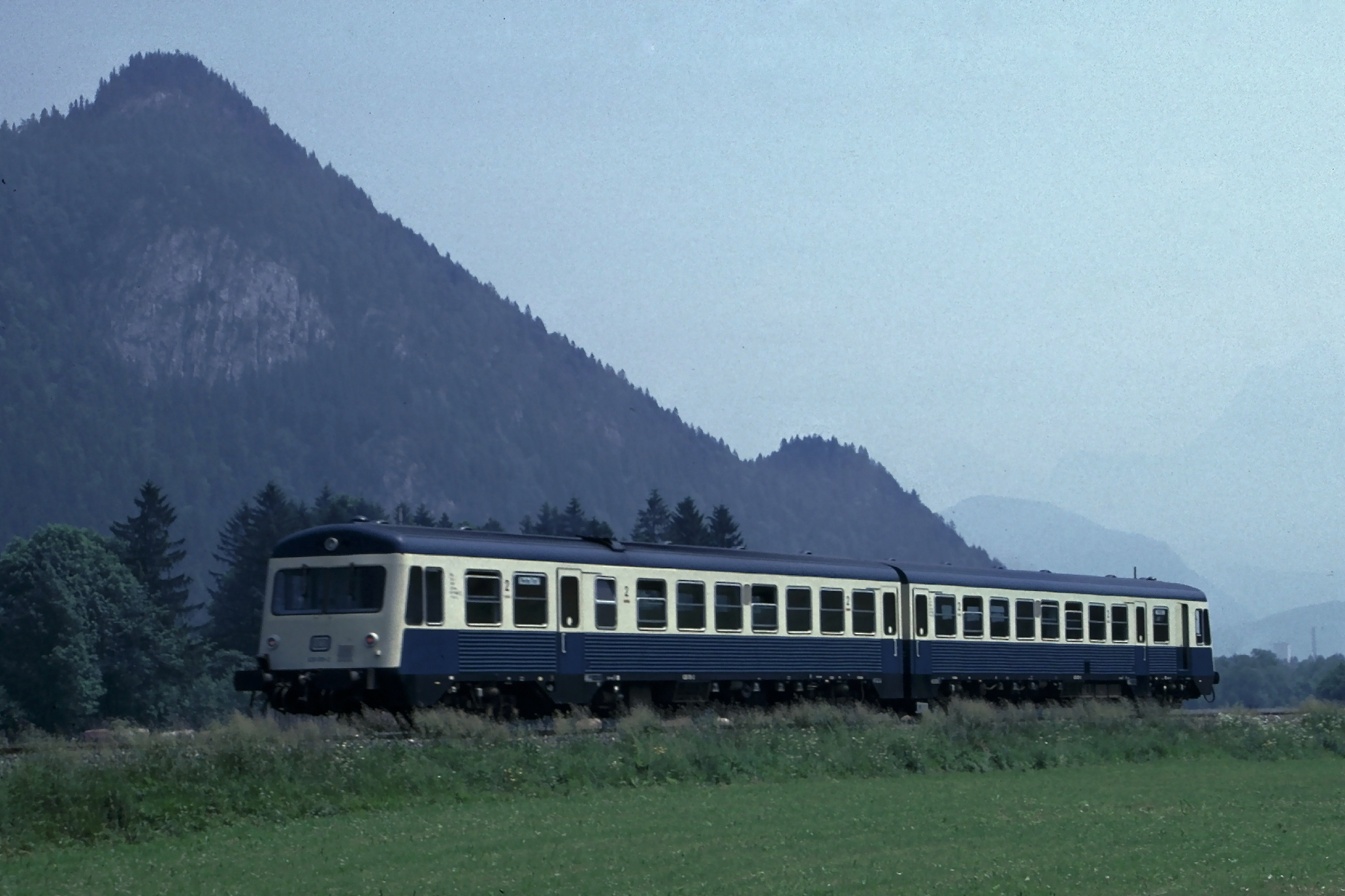
1987 р.: багатовагонний потяг класу 628.0 біля Шенбіхля

Сьогодні залізниця є важливою для шкільного, приміського та відпускного руху. Також вона обробляє значну кількість товарів для цементного заводу і тартаку у Вілсі, але ці вантажні потяги використовують тільки дистанцію від Вілса до Гарміша.
Дистанція між містами Кемптен і Ройтте в основному обслуговується багатовагонними дизель-поїздами класів 628 і 642; а дистанція між замком Нойшванштайном і Гармішем — електропоїздами класів 425 і 426. Оператором всього маршруту є Deutsche Bahn (на тірольській частині дійсними є як австрійські, так і німецькі квитки (у тому числі проїзні BahnCards, Werdenfelstickets, Bayerntickets і Schönes-Wochenende))). Підтримка інфраструктури австрійської частини знаходиться в компетенції Австрійських федеральних залізниць (ÖBB).

### Туризм

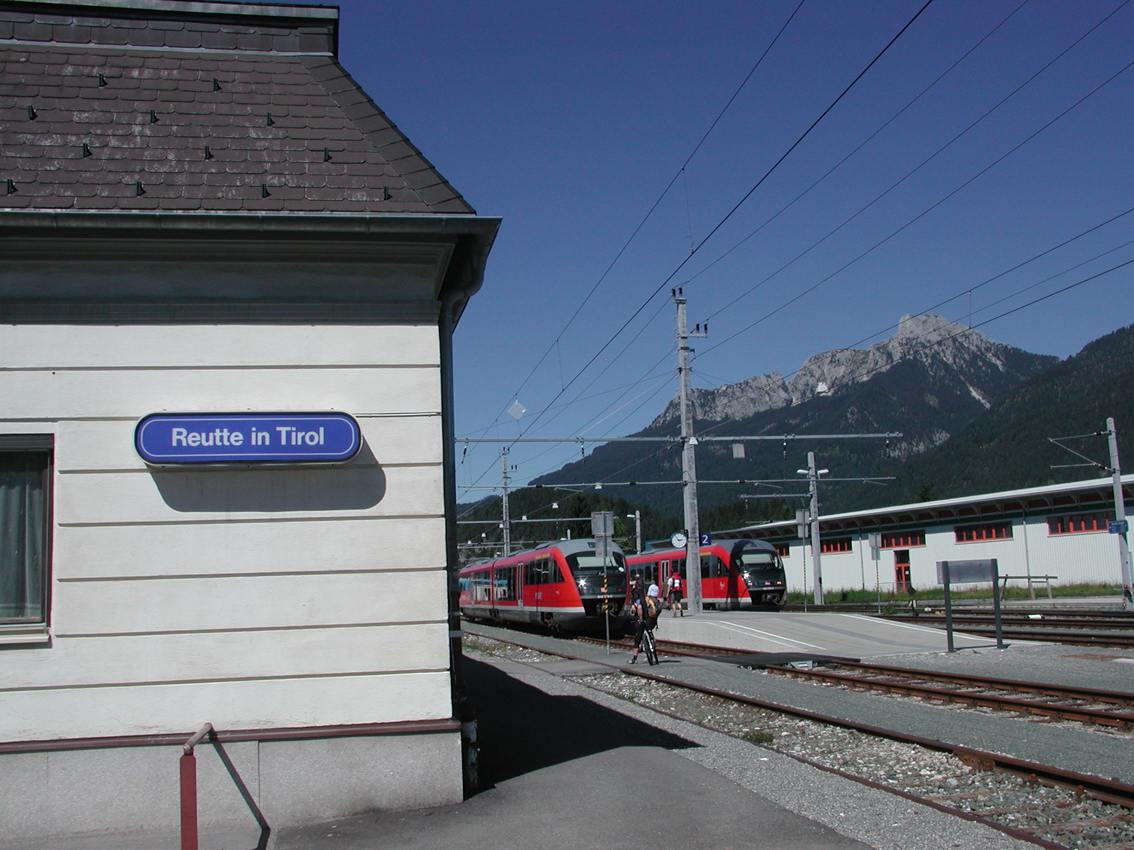
Вокзал Ройтте-у-Тіролі

Зупинки Ауссерфернської залізниці між Гарміш-Партенкірхеном і Ройтте в Тіролі (Грісен, Ервальд, Лермос, Лен, Біхльбах-Берванг, Гайтерванг-Планзее, Пфлах) є відправними точками для гірських турів у Аммергауські Альпи (Фрідріхшпіц і Фрідер, Шелллшліхт, Даніель, Хохшрутте, Платтберг, Зойлінг), на Мімінгський хребет (Ервальдер Зонненшпітце) і у Лехтальскі Альпи (Танеллер, Ротер Штейн, Пляйсшпітце).